# 紫藤廬
紫藤廬，是位於臺灣台北市大安區的日式公家宿舍，在時任關務署署長周德偉一家入住後作為自由主義學者的文化沙龍，至1981年周德偉之子周渝改作茶館後轉成文藝人士與黨外運動等人士的交流地。1997年政府收回國有並列為市定古蹟，仍由周渝繼續經營。

## 歷史

### 原作官宿
紫藤廬建於大正年代，在新生南路與和平東路交叉口附近，可追溯的時間為1921年的電費單。該屋原為台灣總督府官員淺香貞次郎的官舍。該人在當時於台灣總督府擔任海事課長，後來至基隆港作港務所長。1946年，為一名自上海搭乘海宙輪到臺灣的李姓商人與女兒暫住。1950年，時任關務署署長的周德偉一家七口遷入。斜對面則住著奚淞的家人。

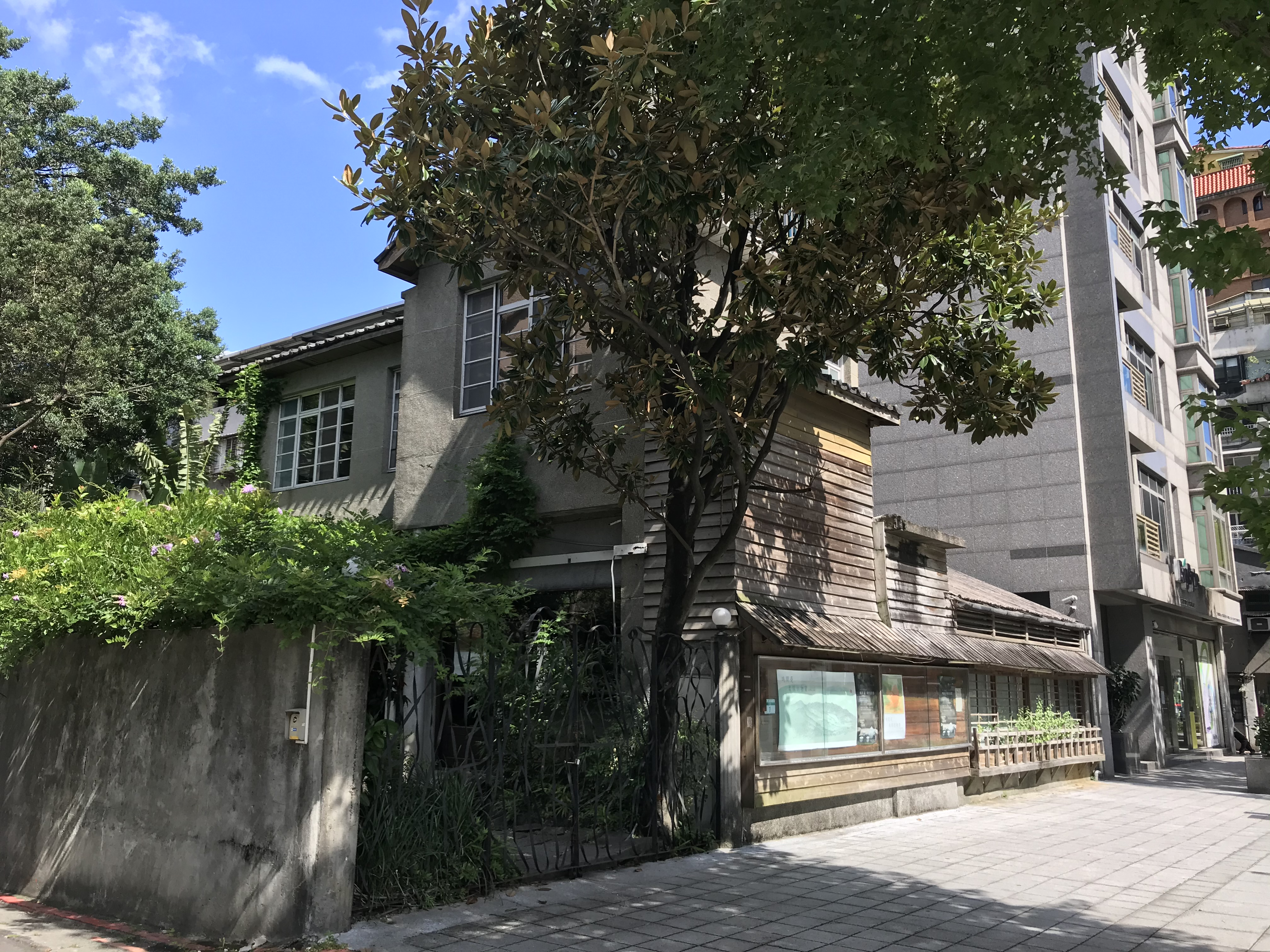
紫藤廬入口

1951年4月23日，紫藤廬之土地及建物登記為國有。因國民政府播遷來臺灣時關務署無自身的宿舍，政府遂將這處日式平房借給財政部作其官舍。
周德偉將這宿舍雅名為「尊德性齋」，並在自己投稿文章中會提及。他會在此屋掛字畫，其中一幅都未換的是吳稚暉改自《中庸》書寫的「尊德性，道問學，致廣大，盡精微，極高明，而道中庸」。
戰後時期初，從中國大陸來的教職人員搬入溫州街台北師範、台灣大學日籍人員留空的宿舍。其中，以住於紫藤廬後方巷弄的殷海光為首，敢於批評時事，讓溫州街一帶在臺灣戒嚴時期初依然維持著五四運動以降的自由主義學術風氣。崇尚自由主義的周德偉，便在1950年代將此屋作文化沙龍，定期約集殷海光、張佛泉、徐道鄰、夏道平等十餘人到此參加來學術研討會。像是周德偉就和提倡計畫式自由經濟的尹仲容、學生林鐘雄，一起規劃外匯改革方案。1958年，尹仲容主持的匯率改革方案，就是由周德偉在這間官舍完成。
臺灣白色恐怖時期，國民黨當局為監控殷海光等學者，便在紫藤廬屋前瑠公圳對岸開一家糖果店以作據點。兒子周渝回憶小時候，父親在家中以電話拯救因白色恐怖被抓的年輕人。周德偉雖然是國民黨高官，但家中電話也遭到監聽。周德偉長女曾哭求父親救她師大附中的劉姓導師，卻失敗。
該處玄關、前庭及二樓部分都是由周家另外擴建。1960年代，紫藤廬受風災毀壞，周德偉便在原建外建立二層洋房，成為外幢。周德偉退休後仍居住在此中，期間曾經向財政部申請自費興建。

### 成為茶館

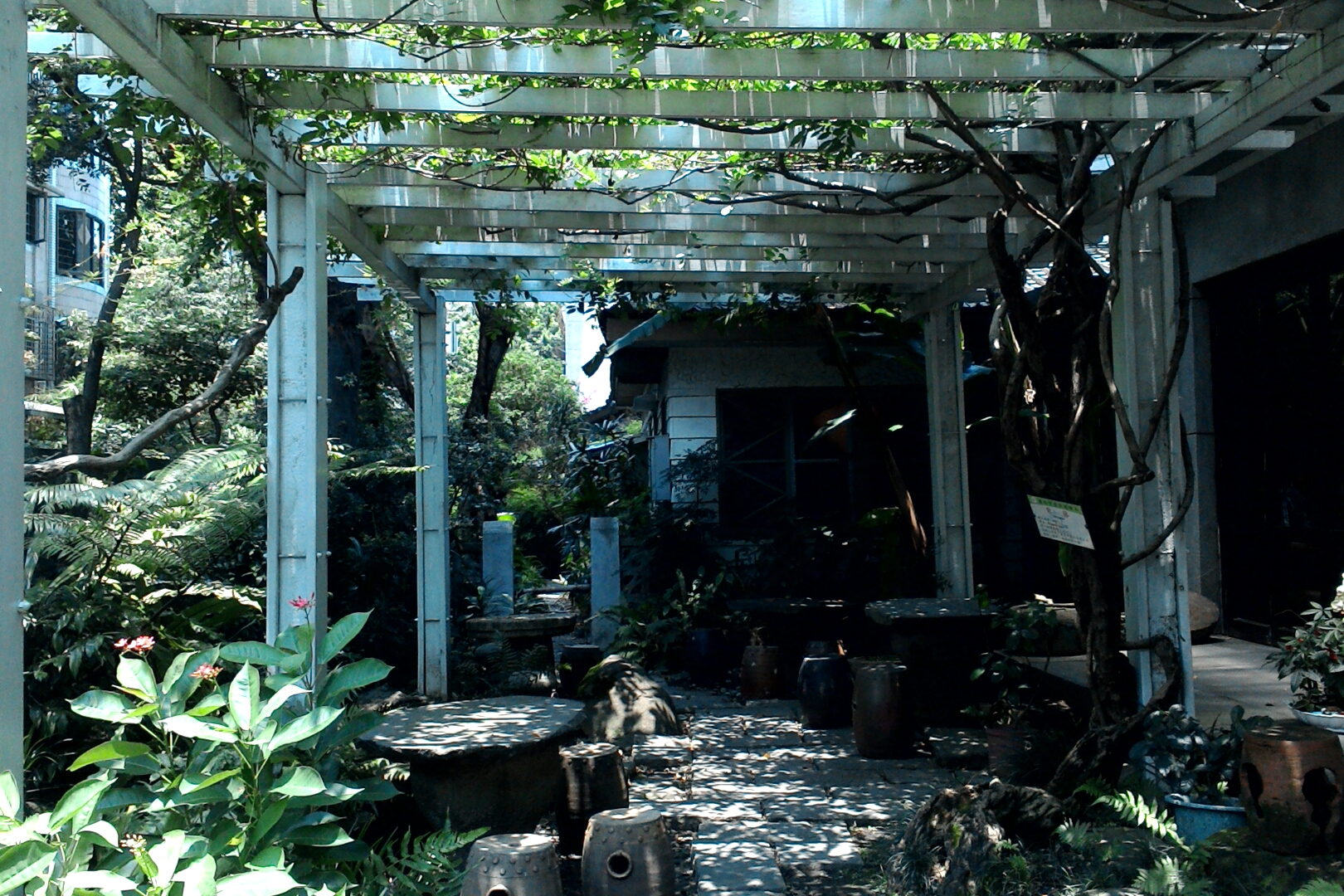
紫藤廬花廳

周渝在學生時期就會邀同為學生的奚淞、施叔青、辛意雲、王津平來家中聚會。1975年，周德偉至美國居住後，周渝接下此宿舍。次年，周渝便創辦耕莘實驗劇團，將紫藤廬成劇團排練場地。
美麗島事件時，涉及的周渝四度躲藏。此事件後，紫藤廬成為黨外人士重要場所。在戒嚴末期，紫藤廬成為民進黨早期成員的社交點，有文藝背景的楊祖珺、邱垂貞、王拓在此與藝術界交流。
自鄭員外茶藝館在高雄市開立後，臺灣陸續開起茶藝館。周渝便以院中的三棵老紫藤為名，開起茶藝館。為此，將大門改東向朝新生南路，並加蓋花廳為茶室。茶館內部讓古董及茶器自由陳列，古琴樂音流洩，室內結構盡量減少對稱。陳設的花器採用簡單的陶甕、牛槽等。如周渝以自己收集來的石臼養水生植物、老甕插花。牆壁則掛著郎靜山、翁庭華、吳朝鴻、叢樹鴻等人作品。1981年1月18日，紫藤廬開幕。初期經營到晚上11點，最低消費則是新台幣60元。
楊樹清在紫藤廬開幕不久的同年3月29日日記就載，他與林正、林濁水等黨外人士在此聚會。1983年，民進黨前身的黨外編聯會在此籌立。
周渝自認開始營業後，對品茶的能力增加，並自創「茶承」和「勻杯」等茶道名詞。像是1982年，報紙就推薦紫藤廬可以飲茶、賞月。
周渝除贊助藝文人士外，也資助出版《台灣社會研究季刊》、出版屬於紫藤廬的唱片。1990年初期，兩岸開放交流，紫藤廬便舉辦多次邀請中國大陸國樂家演出。此處也成為李安的《飲食男女》取景地。

### 收回國有

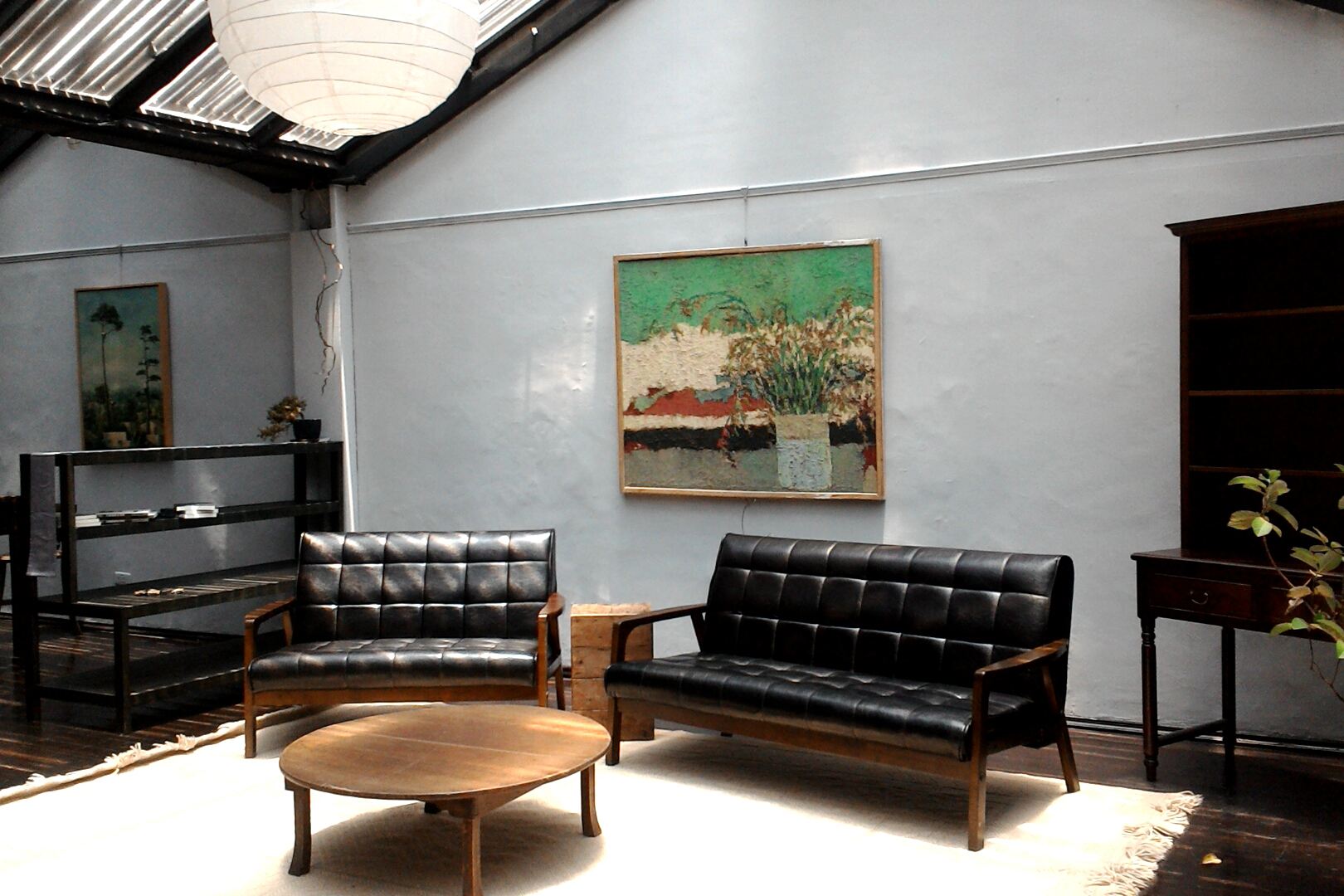
紫藤廬客廳

基隆海關宿舍管理規則，退休關員最多只能再住宿舍一年。由於紫藤廬的所在地產權屬基隆關、但建築一半屬於周渝的糾紛，從1983年起周渝和基隆關之間就因即互有爭訟。台北地方法院宣判應於1997年7月23日，將日式平房部分歸還財政部基隆關。
1997年6月7日，夏鑄九、徐裕健、王鎮華、黃蘭翔等學者發起聯署作保留紫藤廬為古蹟。當日，基隆關稅局回應，追討被佔用官產為依法行事，只能訴諸法律。10日，台北市政府都市發展局局長張景森、社會局長陳菊前來關切。14日，周渝在紫藤廬舉行老照片回顧時，表示不希望被誤解成他個人和財政部爭產權，他願意捐出自己的部分產權，來讓紫藤廬保留。16日，市長陳水扁前來，表示紫藤廬是台灣自由主義思潮萌芽的重要據點，雖該地非屬於市產，但他會請民政局將此屋列為古蹟。26日，李乾朗、楊仁江、閻亞寧、米復國、林谷芳、丘如華在市府安排下前往紫藤廬，作出可用已修訂後的《文化資產保存法》由市府逕行認定古蹟的結論。

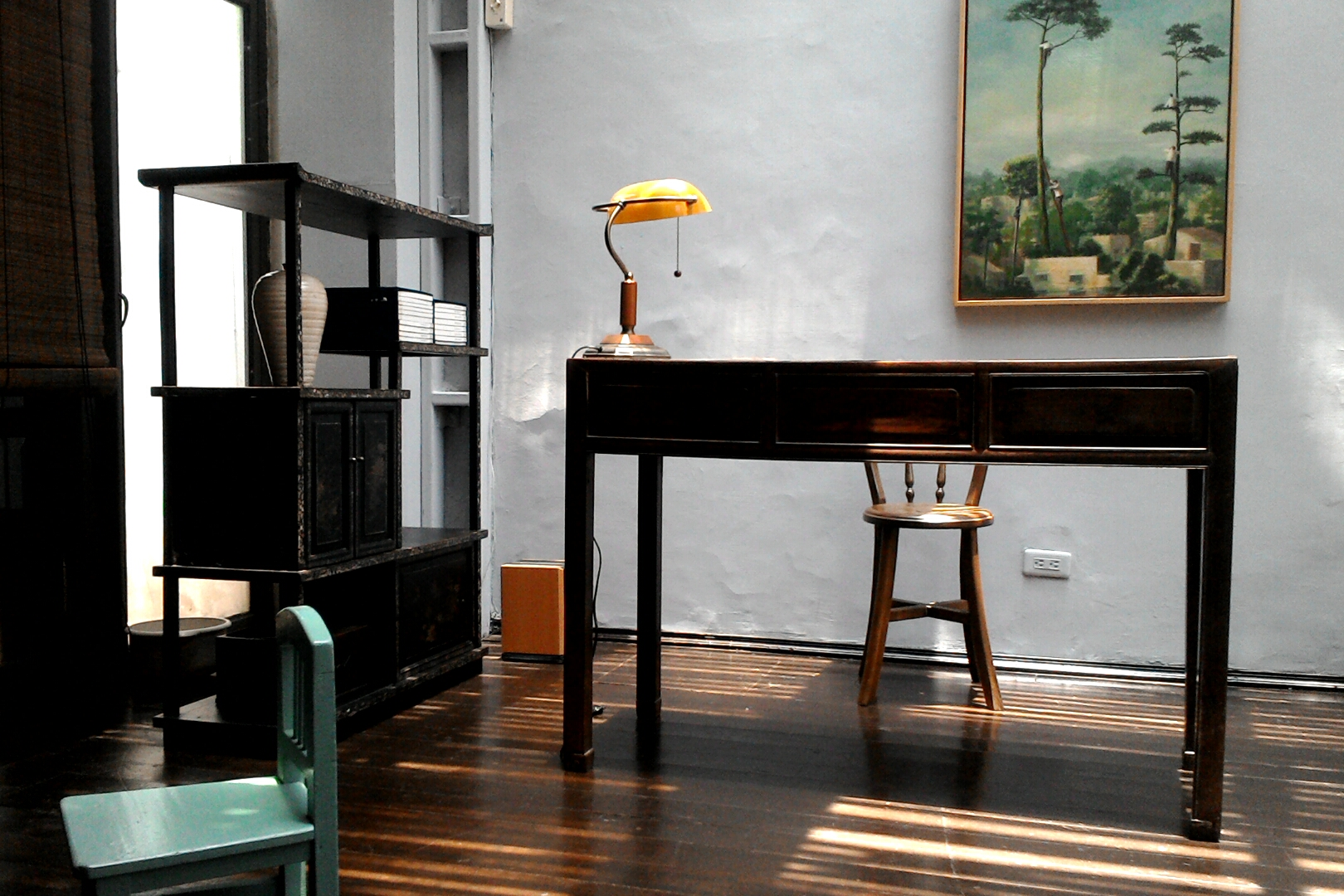
紫藤廬書房

7月8日，台北市政府主任秘書王西崇主持核列古蹟審查會上，徐福全、米復國、王啟宗、周宗賢、閻亞寧通過將紫藤廬、寶藏巖、東和禪寺鐘樓列為第一批市定古蹟，以化解紫藤廬回收後拆除的結局。17日，財政部次長顏慶章在與文建會副主委吳中立吳中立、立委王拓、立委張俊宏等人在紫藤廬協商後，顏慶章建議若願周渝願將加蓋部分贈給財政部，則財政部可將完整建築物捐給文建會，便可透過另行組織的管理委員會運作紫藤廬，且不排除現任使用人有優先經營權。22日，台北市政府新聞處長羅文嘉、民政局長陳哲男、與立委陳其邁前往財政部拜會財政部長邱正雄和嚴慶章次長，提出比照前美國駐臺北領事館模式，將紫藤廬房舍撥給市府規劃成藝文空間使用等要求。
7月23日上午，查封當天，台北地院法官洪英花在紫藤廬現場召開臨時偵查庭後，就宣布將約70坪部分面積查封。下午3點，北市民政局三科專員余文欽趕往張貼市府公告，並向基隆關人員告知罰則．阻止基隆關繼續以鐵釘在建物釘上木板。24日下午，夏鑄九、丁乃竺、胡因夢等人前來，將查封用的木板、封條拆去。
因紫藤廬連同室內裝潢都保有大部份日式建築餘韻，加上其外部改建之二樓房體配合良好，與屋外的紫籐，在都市中別具一番風格，被建築學者認可為古蹟。9月11日，李乾朗、米復國、周宗賢等人會勘後，認為尚無緊急搶修需求，但因漏水的跡象，為避免潮氣影響木質結構，也考量日後學者專家進行調查研究時需要時常進出，建議關稅局不要釘封，以讓開門窗通風維護。
1999年12月，基隆關稅局再經法院判決二度勝訴。在官司上訴到最高法院後，三審判決周渝於2000年3月6日騰出其餘空間歸還。
2000年1月24日，台北市文化局局長龍應台建議基隆關稅局暫緩收回，以讓文化局接下委外經營的招標工作。3月6日，關稅局與文化局作出暫延到9月6日才全部收回。

### 活化經營

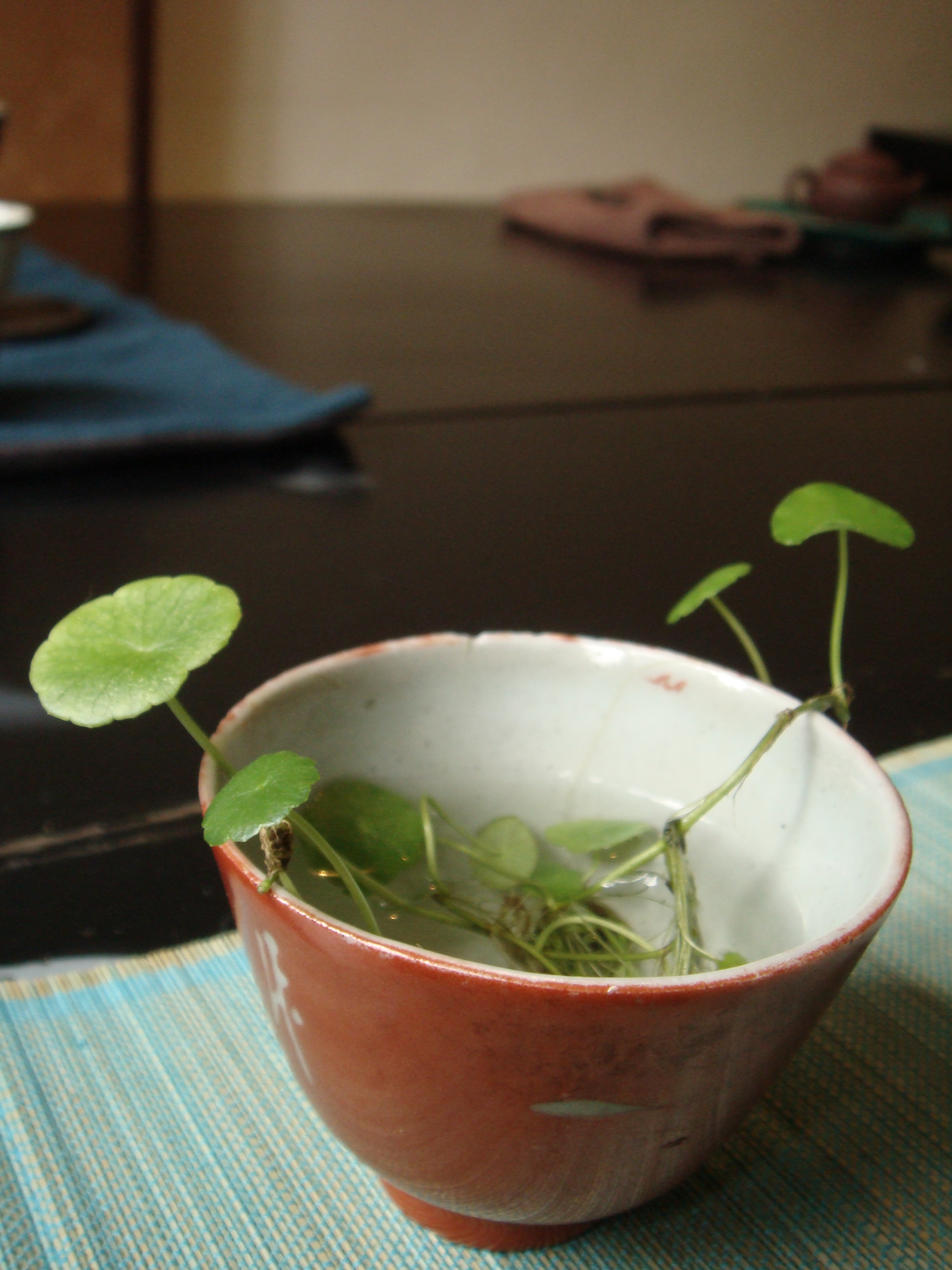
紫藤廬花器

2001年底，關稅局將紫藤廬轉交給市府成為市有財產後，紫藤廬便可以公開委託經營形式作活化。2002年11月29日，文化局於紫藤廬舉行說明會，委託民間經營。周渝將紫藤廬茶館拆成為負責商業經營的紫藤廬小吃店、負責茶葉採購和出版的紫藤廬有限公司、及舉行文化活動的紫藤廬文化協會，並由文化協會名義和文化局簽約承租紫藤廬。此後，尉天驄就常發起邀集白先勇、焦雄屏、樊曼儂、奚淞、黃銘昌等人在此聚餐、喝茶。
2003年6月13日，《中國時報》刊出龍應台一篇散文〈在紫藤廬和Starbucks之間〉中，末文以「Starbucks越多，紫藤廬越重要」為結束語。其主旨為闡述國際化與在地傳統特色不應互排，而是應異性相吸。龍應台發表此文十天內，收到數百封讀者回應，在網路引起頻繁轉寄。後來，此文與另一篇也引各方的矚目與爭議〈五十年來家國〉都收錄在龍應台《面對大海的時候》一書中。年末12月26日晚，她應台灣大學學生會邀請，在台大管理學院國際會議廳，舉行訂名為「台大學生請問龍應台──對『在紫藤廬和Starbucks之間』系列文章的回應」的交流座談。
2003年末，因紫藤廬一旁將興建高樓，引起損壞紫藤廬本體建築疑慮。文化局編列新台幣1100萬元於2007年3月11日開始整修。2008年6月27日，整修後重新開幕。

## 外部連結
- 官方网站
- 紫藤廬的Facebook專頁
- YouTube上的紫藤廬頻道
- 紫藤廬的Instagram帳戶